# 沙岭镇 (盘山县)
沙岭镇，是中华人民共和国辽宁省盘锦市盘山县下辖的一个乡镇级行政单位。

## 行政区划
沙岭镇下辖以下地区：
三河村、北郑家村、郑家村、西拉拉村、于家村、高家村、宗家村、热河台村、陈家村、尖台子村、沙岭村、西灰村、四合村、三台子村、九台子村、棠树村、水泉子村、六间房村、段家村、孟家村和于树坨子村。